# 河野シーサイド温泉
河野シーサイド温泉（こうのシーサイドおんせん）は、福井県南越前町に位置する温泉である。
公共の日帰り入浴施設である。また、越前海岸沿いに立地するため、日本海が目前に広がり、夕日がきれいな温泉として県内外からの入浴が多い。

## 泉質
- ナトリウム・カルシュウム
  - 源泉温度 28.4℃
  - 毎分湧出量68.4l
  - 無色透明、塩味がする
  - 加温あり、加水あり、飲用不可

## 交通アクセス
鉄道ハピラインふくい武生駅または王子保駅より福井鉄道・王⼦保・河野線「ゆうばえ」停留所下車。平日4.5往復、土曜4往復、日祝2往復の運行となっている。
車北陸自動車道敦賀ICより28km

## 近隣の観光
- 北前船主の館・右近家
- めだかの学校